# 国际联盟盟约
《国际联盟盟约》即《國際聯合會盟約》，是国际联盟的宪章。该公约于1919年6月28日作为《凡尔赛条约》的第一部分，在法国凡尔赛签署。并于1920年1月10日与条约的其余部分一同生效。

## 创立背景
国际联盟的最初草案甚至在第一次世界大战结束之前就已开始制定。位于伦敦的布莱斯小组提出了一些建议，这些建议被1915年成立的英国国际联盟协会所采纳。在美国，包括汉密尔顿·霍尔特和威廉·B·豪兰在内的另一个小组（在纽约市的世纪协会）也有自己的计划。这一计划主要得到了旨在执行和平的联盟组织的支持，该组织由前美国总统威廉·霍华德·塔夫脱领导。1916年12月，罗伯特·塞西尔勋爵建议成立一个官方委员会，起草未来国际联盟的公约。英国委员会最终于1918年2月成立，由沃尔特·菲利莫尔领导（被称为菲利莫尔委员会），但也包括艾尔·克劳、威廉·泰瑞尔和塞西尔·赫斯特。美国总统伍德罗·威尔逊对菲利莫尔委员会的报告不甚满意，最终在他的朋友豪斯上校的帮助下制定了三个草案。据报道，威尔逊的至少一个草案是基于美国和平活动家玛丽·沙帕德提出的建立“国际联盟”的提案。1918年12月，简·克里斯蒂安·斯穆茨提出了进一步的建议。
1919年，在巴黎和会上，一个为商定“国际联盟”有关公约的委员会得以成立。成员包括伍德罗·威尔逊（作为主席）、豪斯上校（代表美国）、罗伯特·塞西尔和简·克里斯蒂安·斯穆茨（代表英国帝国）、莱昂·布尔乔亚和费迪南·拉诺德（代表法国）、总理维托里奥·奥兰多和维托里奥·斯卡洛贾（代表意大利）、外交部长牧野信之和知田俊二（代表日本）、保罗·海曼斯（代表比利时）、埃皮塔西奥·佩索阿（代表巴西）、顾维钧（代表中国）、杰米·巴塔利亚·雷斯（代表葡萄牙）和米连科·拉多马尔·韦斯尼奇（代表塞尔维亚）。后来又增加了代表捷克斯洛伐克、希腊、波兰和罗马尼亚的成员。该小组考虑了赫斯特和威尔逊总统顾问戴维·亨特·米勒共同撰写的初步草案。1919年头四个月期间，小组进行了十次会议，试图协商未来国际联盟基础公约的确切条款。
在随后的谈判中，不同国家提出了各种重大异议。法国希望国际联盟能组建一个国际军队来执行其决定，但英国担心这样的军队会被法国所主导，而美国则无法同意，因为只有国会才能宣战。日本要求插入一个支持种族平等原则的条款，与现有的宗教平等条款相对应。
在威尔逊离开期间的某个时刻，国际平等问题再次被提出。对支持“国家平等和其国民的公正待遇”的动议进行了投票，得到了19名代表中11人的支持。威尔逊回来后宣布，其他代表的“严重异议”否定了多数票，该修正案被驳回。最终在1919年4月11日，经修订的赫斯特-米勒草案获得通过，但并未完全解决关于国家平等、种族平等以及新联盟如何切实执行其各项任务的问题。
新成立的联盟将包括一个代表所有会员国的大会、一个仅限于大国成员的执行理事会，以及一个常设秘书处。会员国被期望“尊重并保护其他成员国免受外部侵略”，并“裁减武装至与国内安全相一致的最低点”。所有国家都被要求在诉诸战争之前提交仲裁或司法调查。执行理事会将设立一个国际永久法院，对争端作出裁决。
该条约于1920年1月10日生效。1924年对第4、6、12、13和15条进行了修订。该条约与联合国宪章有类似的条款和结构。